# Xã North Cedar, Quận Saunders, Nebraska
Xã North Cedar (tiếng Anh: North Cedar Township) là một xã thuộc quận Saunders, tiểu bang Nebraska, Hoa Kỳ. Năm 2010, dân số của xã này là 786 người.